# Diogmites crudelis
Diogmites crudelis är en tvåvingeart som beskrevs av Stanley Willard Bromley 1936. Diogmites crudelis ingår i släktet Diogmites och familjen rovflugor. Inga underarter finns listade i Catalogue of Life.